# تالیسکا (زبان)
تالیسکا (Taliska) زبانی فراساخته توسط جی. آر. آر. تالکین است و یکی از چندین زبانی است که در سرزمین میانی با آن صحبت می‌شد. این زبان در دورهٔ دوم سخنور داشت. پایهٔ تالیسکا، زبان گوتیک است.
تالیسکا زبانی بود که نخستین بار توسط انسان‌های خاندان بئور و هادور صحبت می‌شد. بعدها آدونائیک زبان نومنور جایگزین تالیسکا شد. در داستان ارباب حلقه‌ها تالکین ابتدا این نظر را داشت که زبان مردمان روهان که به انگلیسی باستان صحبت می‌کردند، زبان تالیسکا باشد.